# Fifteen Carat
『Fifteen Carat』（フィフティーン・カラット）は松田樹利亜の3枚目のミニ・アルバム。

## 概要
15周年記念アルバムの第2弾はミニアルバム。アコースティック色を前面に押しているが、ボーナストラックとして収録されたアン・ルイス「あゝ無情」のカバーを収録。

## 批評
CDジャーナルは上記の事もあり、「ただのロック歌手ではないとキメているが、我慢できず（ボーナストラックの）「あゝ無情」で爆発」と評した。

## 収録曲
1. Diamond
2. Face to Face
3. winter lover song
4. ピエロ
5. Vision of love
6. マイフレンド
7. あゝ無情

作詞：松田樹利亜(#2 - 6)、湯川れい子(#7)
作曲：鈴木慎一郎(#2 - 6)、NOBODY(#7)
編曲：鈴木慎一郎(#ALL)